# هاروتیون استفان
هاروتیون استفان (ارمنی: Արաթուն սթիվեն؛ انگلیسی: Arathoon Stephen؛ ۱۸۶۱ – ۱۴ مهٔ ۱۹۲۷) کارآفرین و مدیر هتل و مشاور املاک و مستغلات ارمنی‌تبار مستقر در هند بود. وی مالکیت و توسعه موسساتی در کلکته همچون «Empire Theatre» و «Grand Hotel" را برعهده داشته‌است. وی همچنین بانی و مالک «Everest Hotel» در دارجلینگ بود.

## زندگی‌نامه
وی در ۱۸۶۱ در اصفهان به دنیا آمد و در . وی در ۱۴ مهٔ ۱۹۲۷ در سن ۶۶ سالگی درگذشت.